# 小笠原安次
小笠原 安次（おがさわら やすつぐ）は、戦国時代から安土桃山時代の武将。

## 生涯
信濃守護家小笠原氏の傍流であるという三河国幡豆郡を治めた小笠原安元の子。幡豆小笠原氏は当初今川氏に従ったが、徳川家康が勃興するとその家臣となった。永禄12年（1569年）掛川城の戦いでは父とともに袋井口の戦闘で活躍。程なく家督を継承し、元亀元年（1570年）姉川の戦いに従軍した。その後家督を嫡男の安広に譲って隠居したが、元亀3年（1572年）三方ヶ原の戦いで安広が戦死したため再び家康に仕えた。
天正2年（1574年）高天神城の戦いに従軍。天正3年（1575年）長篠の戦いでは妻の甥にあたる松平家忠の隊に所属。戦後は同族の小笠原信元とともに松平康親の守る諏訪原城に在番した。天正10年（1582年）天正壬午の乱では後北条氏への備えとして松平康親らとともに駿河三枚橋城に移ったが、同年9月に伊豆三島での北条勢との戦いで戦死した。家督は安次と同じく駿河に在陣していた弟の広勝が継承した。